# أولريش بيترز
أولريش بيترز (بالألمانية: Ulrich Peters)‏ (2 يوليو 1957 بآوغسبورغ في ألمانيا - ) هو لاعب كرة سلة ألماني في مركز مدافع مسدد الهدف، شارك في بطولة أمم أوروبا لكرة السلة 1985 والألعاب الأولمبية الصيفية 1984 وبطولة أمم أوروبا لكرة السلة 1983. وشارك مع منتخب ألمانيا لكرة السلة.

## وصلات خارجية
- أولريش بيترز على موقع الاتحاد الدولي لكرة السلة (الإنجليزية)
- أولريش بيترز على موقع ريلجم (الإنجليزية)
- أولريش بيترز على موقع بروبوليرز (الإنجليزية)
- أولريش بيترز على موقع سبورتس رفرنس (الإنجليزية)
- أولريش بيترز على موقع أوليمبيديا (الإنجليزية)